# Dicranomyia (Dicranomyia) stygipennis
Dicranomyia (Dicranomyia) stygipennis is een tweevleugelige uit de familie steltmuggen (Limoniidae). De soort komt voor in het Australaziatisch gebied.